# Els poetes maleïts
Els poetes maleïts (del francès Els Poètes maudits) és una prosa poètica de Paul Verlaine publicada el 1888.
En aquesta obra s'honra sis poetes: Tristan Corbière, Arthur Rimbaud, Stéphane Mallarmé, Marceline Desbordes-Valmore, Auguste Villiers de L'Isle-Adam i Pauvre Lelian (anagrama de Paul Verlaine). Els comentaris que Verlaine donà sobre cadascun dels poetes és la descripció d'una font primària.
El qualificatiu de "poeta maleït" es va fer ràpidament famós, i va passar a ser utilitzat per a referir-se a altres escriptors que no necessàriament eren amics de Verlaine. També s'usa el terme maleïtisme. En general, el qualificatiu es refereix a un talentós poeta que, des de la seua joventut, rebutja els valors de la societat, encapçala provocacions perilloses, és antisocial o lliure; en general, mor abans que el seu geni siga reconegut pel seu valor raonable. Per la qual cosa, a més del mateix Paul Verlaine i els altres cinc poetes, també es poden definir com a "poetes maleïts" François Villon, Thomas Chatterton, Aloysius Bertrand, Gérard de Nerval, Charles Baudelaire, el comte de Lautréamont, Petrus Borel, Charles Cros, Germain Nouveau, Antonin Artaud, Émile Nelligan, Armand Robin, Olivier Larronde, John Keats, Edgar Allan Poe i Leopoldo María Panero.

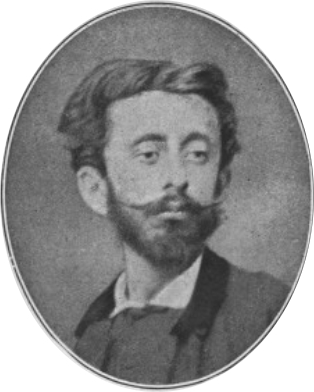
Tristan Corbière
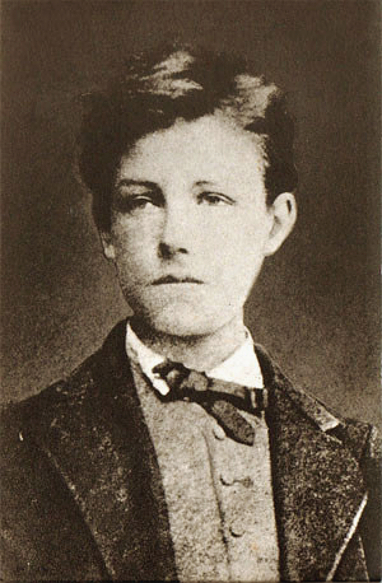
Arthur Rimbaud
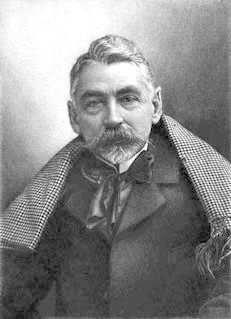
Stéphane Mallarmé
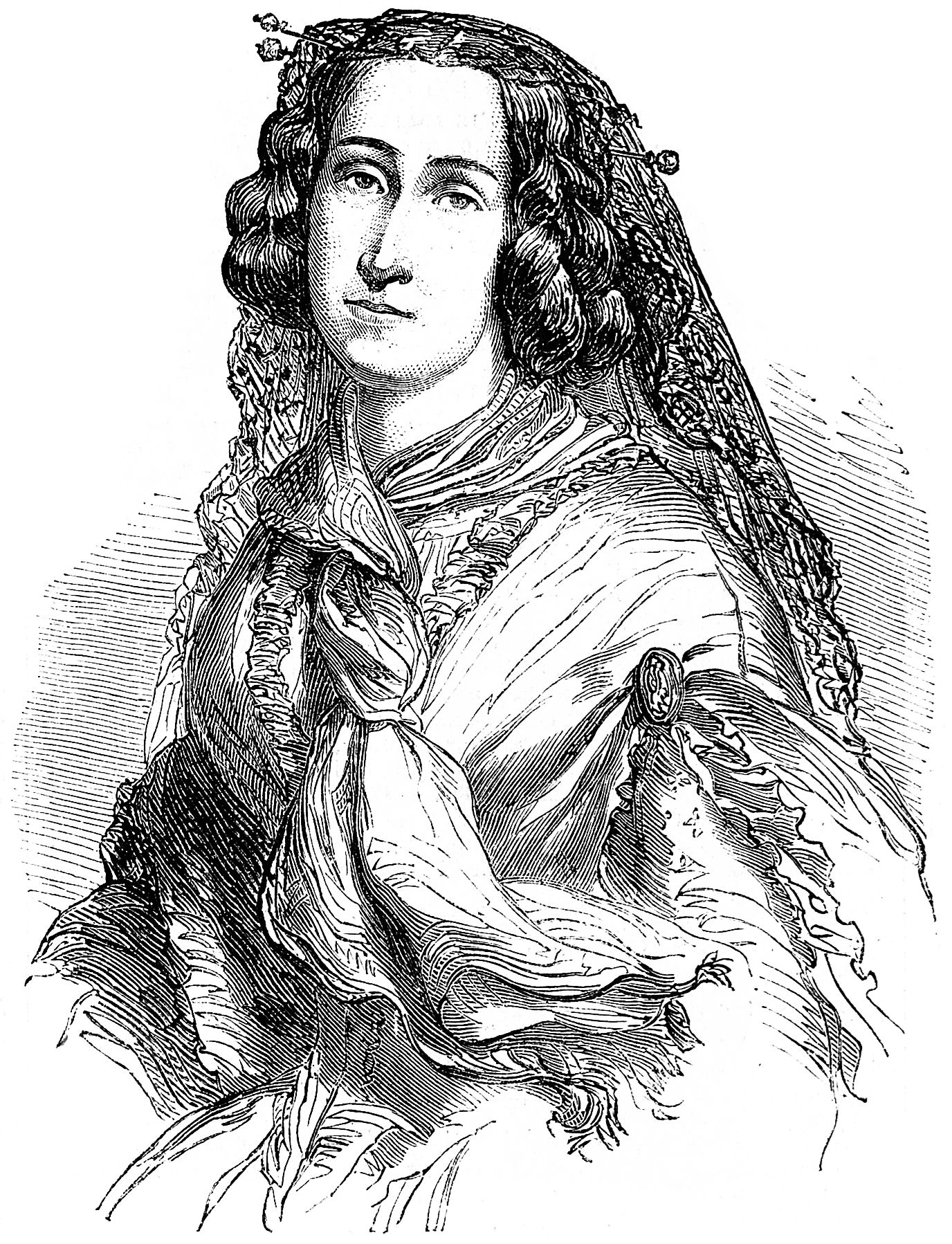
Marceline Desbordes-Valmore
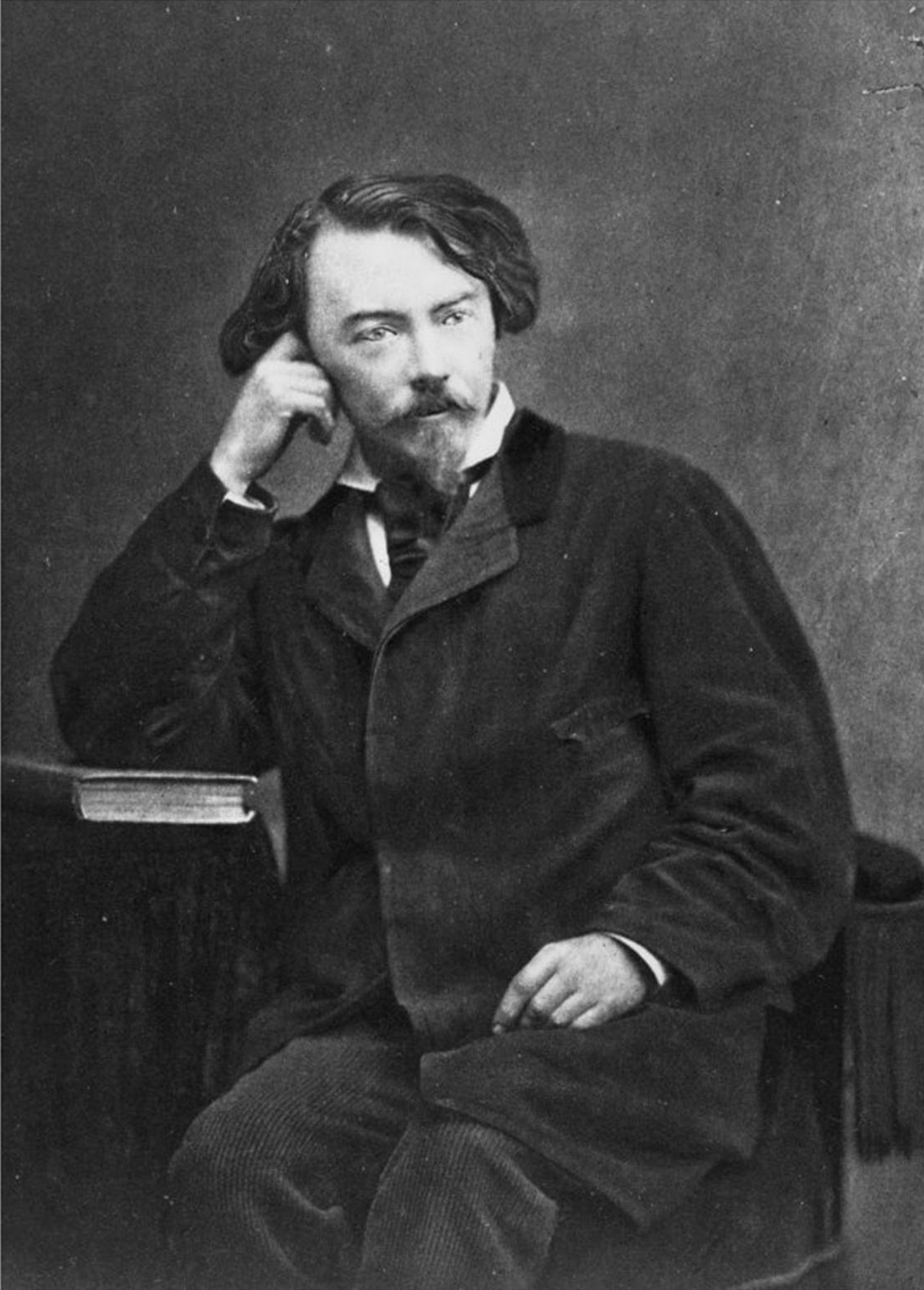
Auguste Villiers de L'Isle-Adam
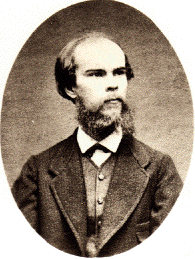
Pauvre Lelian (anagrama de Paul Verlaine)